# Essertines-en-Châtelneuf
Essertines-en-Châtelneuf là một xã trong tỉnh Loire miền trung nước Pháp.